# Lycoming IO-390
El Lycoming IO-390 es un motor aeronáutico de cuatro cilindros horizontales opuestos fabricado por Lycoming Engines.

## Diseño y desarrollo
El motor fue diseñado originalmente en los años 70 como IO-400X, pero solo se quedó en fase de proyecto.
La familia de motores IO-390 producen entre 200 HP (149 kW) y 215 HP (160 kW). El IO-390 se desarrolló a partir del motor IO-360 y para aumentar el diámetro de los cilindros se utilizaron los cilindros del motor IO-580. Cuenta con un sistema de inducción sintonizado, balancines de rodillos e ignición Slick Start. El motor tiene un sistema de inyección de combustible que se alimenta en proporción al flujo de aire de inducción con vaporización de combustible que tiene lugar en los puertos de admisión. El motor tiene un desplazamiento 6,39 litros y los cilindros tienen cabezales refrigerados por aire.

El IO-390 se comercializó inicialmente a través de Thunderbolt engines, una subsidiaria de Lycoming y solo estaba disponible para usarse en aeronaves no certificadas. El motor fue certificado en marzo de 2009.

## Variantes
Todas las versiones del Lycoming IO-390 incluidas las versiones AEIO-390 son motores de inyección de combustible, enfriados por aire y con 4 cilindros horizontales opuestos de 6.39 litros.

### IO-390
IO-390-EXP
motor no certificado de 140 kg de peso y 210 HP de potencia a 2700 rpm utilizado para aeronaves experimentales, ensamblado por Thunderbolt engines.
IO-390-A1A6
motor certificado el 30 de marzo de 2009 con 210 HP de potencia a 2700 rpm que podía disponer de una hélice de paso variable.
IO-390-A1B6
Similar al A1A6 a excepción que el regulador de la hélice se encuentra en la parte delantera izquierda del cárter. también produce una potencia de 210 HP @ 2700 rpm y fue certificado el 21 de enero de 2010.
IO-390-A3A6
Este modelo es similar al A1A6 pero tiene sus bujes de brida de la hélice reindizados y dispone de una hélice de paso controlable, fue certificado el 27 de agosto de 2009 y produce 210 HP a 2700 rpm.
IO-390-A3B6
Igual que el A3A6 excepto que el regulador de la hélice se encuentra en la parte frontal izquierda del cárter. Fue certificado el 5 de abril de 2012 y produce 210 HP a 2700 rpm.
IO-390-C1A6
Este modelo es similar al IO-390-A1A6, excepto con un colector de aceite ligero, carcasa de inducción de aire frío, tubos de admisión sintonizados y un inyector de combustible RSA-10. Fue certificado el 25 de enero de 2016 y produce 215 HP a 2700 rpm.
IO-390-C3A6
Igual que el C1A6 pero tiene sus bujes de brida de la hélice reindizados, fue certificado el 25 de enero de 2016 y produce 215 HP a 2700 rpm.
IO-390-C3B6
con un peso seco de 134 kg, Este modelo es el mismo que el C3A6, excepto que el regulador de la hélice se encuentra en la parte delantera izquierda del cárter. Produce 215 HP a 2700 rpm, este motor es usado en el Cirrus SR20 G6.

### AEIO-390
Los modelos AEIO-390 fueron certificados el 5 de abril de 2012 y producen 210 HP a 2700 rpm.
AEIO-390-A1A6
Este modelo es el mismo que IO-390-A1A6, excepto que está equipado con un kit de sistema de aceite invertido para vuelo acrobático.
AEIO-390-A1B6
Este modelo es el mismo que IO-390-A1B6, excepto que está equipado con un kit de sistema de aceite invertido para vuelo acrobático.
AEIO-390-A3A6
Este modelo es el mismo que IO-390-A3A6, excepto que está equipado con un kit de sistema de aceite invertido para vuelo acrobático.
AEIO-390-A3B6
Este modelo es el mismo que IO-390-A3B6, excepto que está equipado con un kit de sistema de aceite invertido para vuelo acrobático.

## Especificaciones (IO-390-EXP)
Según el fabricante y su certificación.
Características generales
- Tipo: Motor aeronáutico de inyección directa de 4 cilindros horizontalmente opuestos
- Diámetro: 135.1 mm
- Carrera: 111.1 mm
- Desplazamiento: 6,370.5 cm^3
- Longitud: 780 mm
- Anchura: 870 mm
- Altura: 491 mm
- Peso en seco: 140 kg

Componentes
- Sistema de alimentación: Inyección directa
- Tipo de combustible: Avgas 100LL
- Sistema de enfriamiento: Enfriado por aire

Rendimiento
- Potencia: 210 HP @2700 rpm
- Densidad de potencia: 26 kW/L
- Radio de compresión: 8.70:1
- Consumo de combustible: 42 litros/hora al 65% de potencia
- Relación potencia-peso: 1.12 kW/kg